# Hitachi
Hitachi (яп. 株式会社日立製作所 кабушікіґайша хітачі сейсакушо, укр. Хітачі) — одна з найбільших світових багатопрофільних корпорацій. Головний офіс компанії розташовано в Токіо. Президент та генеральний директор: Тошіакі Хігашіхара.
Річний обсяг продажів у 2020 році — 8 767,2 млрд ієн ($80,4 млрд), і в ній працює приблизно 301 000 людей у всьому світі.

## Історія компанії

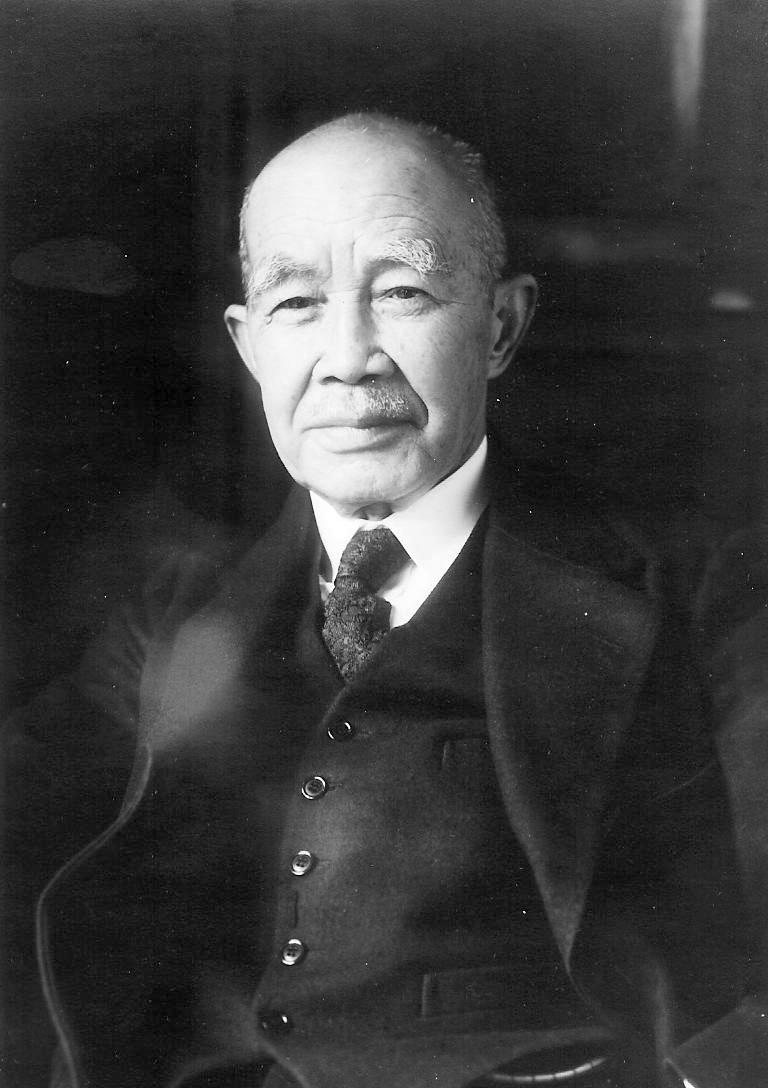
Одайра Наміхей

Засновник Hitachi, Одайра Наміхей, розробив знак Hitachi ще до заснування компанії в 1910 році. Він був упевнений в тому, що товарний знак буде відображенням якості товару і що з його допомогою можна завоювати довіру споживачів.
Одайра Наміхей використовував два ієрогліфи: 日 (хі) — «сонце» і 立 (тачі) — «ставати, сходити». Він наклав один ієрогліф на іншій і уклав їх в коло. Чотири виступи на зовнішній стороні круга символізують одночасно і чотири сторони світу, і промені сонця, що сходить. Логотип символізував бачення Одайрою людини, що стоїть перед сонцем, що сходить, і планує хороше майбутнє для всіх.
- Заснована 1910 р. Першим продуктом новоутвореної компанії стали три електродвигуни потужністю 5 к.с. (3,6775 кВт) кожен.
- 1924: Сконструйований перший в Японії магістральний електровоз змінного струму
- 1932: Створений перший електричний холодильник Hitachi
- 1958: Електронні мікроскопи Hitachi завоювали Гран-прі на Всесвітній виставці в Брюсселі
- 1970: Розроблена комп'ютерна система управління рухом високошвидкісних потягів Shinkansen
- 1974: Випущена перша серія комп'ютерів загального призначення
- 1984: Початок масового виробництва мікросхем пам'яті DRAM 256 Кбіт
- 1985: Розроблені системи САПР з кольоровими дисплеями високої роздільної здатності.
- 1991: Розроблені високочутливі електронно-променеві передатні трубки
- 1995: Випущений Super TFT LCD модуль з надшироким кутом огляду
- 1998: Створена 128-мегабітна мікросхема пам'яті одноелектронного типу
- 2000: Створена перша у світі DVD-відеокамера, сумісна зі стандартом DVD-RAM 4,7 Гб
- 2001: Розроблені системи документообігу e-government для державних установ
- 2003: Розроблена найменша у світі безконтактна інтегральна мікросхема площею 0,3 мм²
- 2004: Створена високотемпературна паяльна паста, що не містить свинцю

2021: Hitachi оголосила про намір придбати за $9,6 млрд GlobalLogic, американську компанію з розробки програмного забезпечення.
У січні 2023 року, після повномасштабного вторгнення РФ до України, компанія Hitachi Energy оголосила про повне припинення роботи в РФ і продаж активів у країні.

## Підрозділи

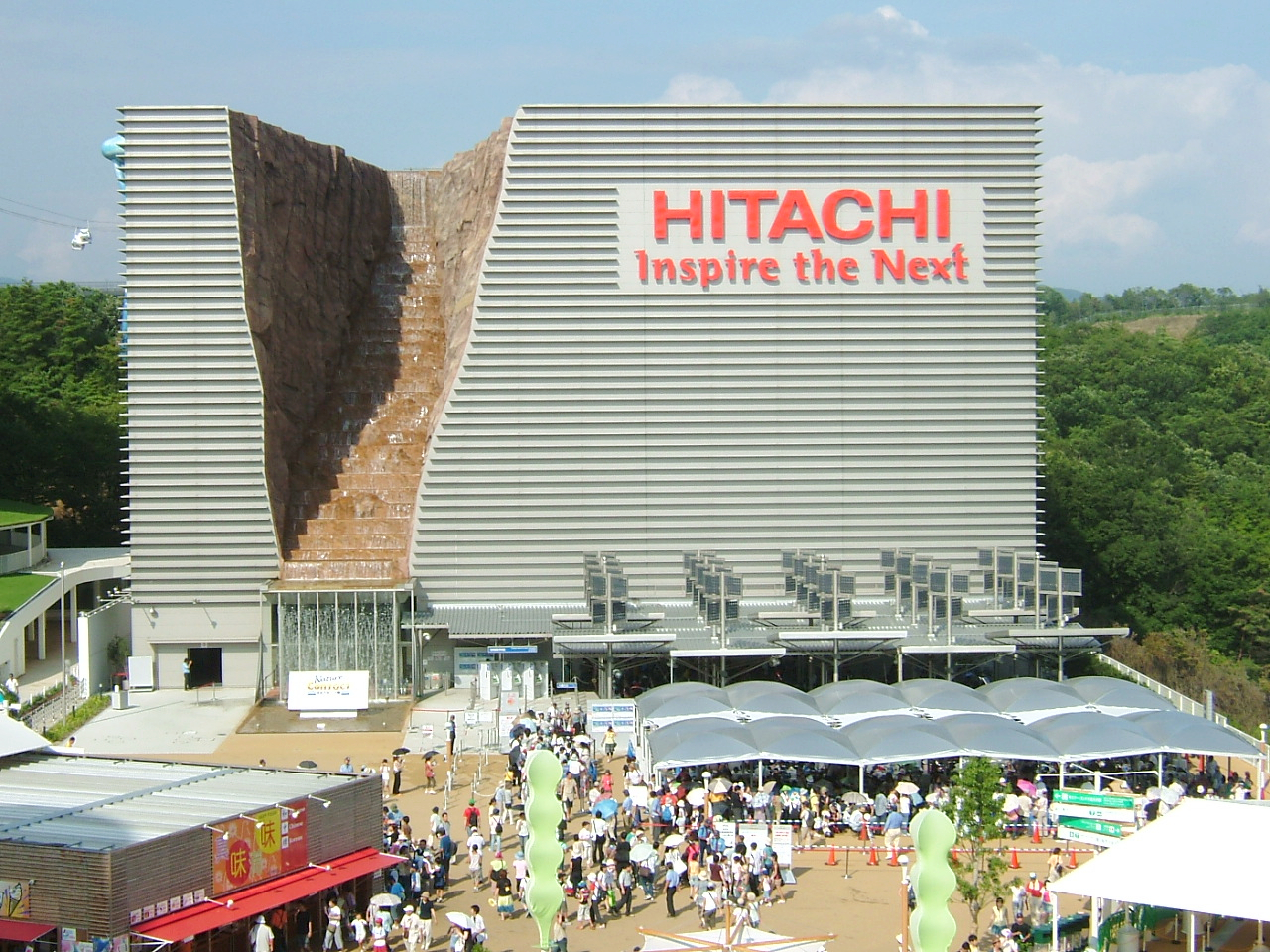
Павільйон Hitachi на Expo 2005 в Наґакуте, Айті, з вбудованим водоспадом

- Information & Telecommunication Systems (21 % від загального обороту). Комп'ютери, сервери, мейнфрейми.
- Electronic Devices (11 % від загального обороту). Напрям з виробництва LCD-дисплеїв, устаткування для виробництва напівпровідникових пристроїв, медичного обладнання.
- Power & Industrial Systems (25 % від загального обороту). Напрям з проектування, оснащення і будівництва атомних, теплових і гідроелектростанцій, виробництва продуктів і систем для промислової автоматизації, автомобільних компонентів, залізничного транспорту, ліфтів, ескалаторів.
- Digital Media & Consumer Products (12 % від загального обороту). Напрям з виробництва побутової техніки і споживчої електроніки.
- High Functional Materials & Components (15 % від загального обороту). Напрям з виробництва напівпровідникових матеріалів, спеціальних сталей і сплавів, продуктів органічної і неорганічної хімії, синтетичного каучуку, кабельної продукції.
- Logistics, Services & Others (11 % від загального обороту). Торгові операції, логістика, управління власністю.
- Financial Services (5 % від загального обороту). Послуги з лізингу, страхування, фінансові послуги.

## Наукові дослідження і розробки
Щороку Hitachi витрачає близько 4 мільярдів євро на наукові дослідження і розробки в різних країнах світу. Над проектами працюють 16 900 учених в 32-х лабораторіях в співпраці з науковим співтовариством, промисловістю і урядами багатьох держав.
- 1958 Електронні мікроскопи: Hitachi завоювали Гран-прі на Всесвітній виставці в Брюсселі
- 1976 Компанія успішно провела перший у світі дослід по створенню волоконно-оптичної системи зв'язку
- 1978 Компанія створила перший у світі польовий емісійний електронний мікроскоп з рекордно високою роздільною здатністю.
- 1978 Компанія випустила найбільший і найшвидший комп'ютер того часу
- 1978 Компанія вперше у світі провела спостереження мікрорівнів магнітного поля з використанням електронної голографії
- 1989 Компанія розробила найшвидший у світі комп'ютер на надпровідникових елементах
- 1990 Компанія випустила промисловий комп'ютер з найвищою швидкодією на той час
- 1993 Компанія розробила нове покоління надшвидкісних потягів Shinkansen з максимальною експлуатаційною швидкістю 270 км/год.
- 2000 Компанія випустила першу у світі DVD-відеокамеру
- 2000 Компанія також розробила нове покоління надшвидкісних потягів Shinkansen, що досягають швидкості 285 км/год.
- 2010 Hitachi 100 років[10]
- 2012 Hitachi припиняє виробництво телевізорів[11]